# 連歌
連歌（れんが）は、日本の古来に普及した伝統的な詩形の一種。5・7・5の発句と7・7の脇句の，長短句を交互に複数人で連ねて詠んで一つの歌にしていく。奈良時代に原型ができ、平安時代半ばに長短2句を唱和する短連歌が流行して、やがて連ねて長く読まれる長連歌になり、鎌倉時代初期に50、100、120句と連ね、同後期に100句を基本型とする形式の百韻が主流となる。南北朝時代から室町時代にかけて大成されたが、戦国時代末に衰えた。多人数による連作形式を取りつつも、厳密なルール（式目）を基にして全体的な構造を持つ。百韻を単位として千句、万句形式や五十韻、歌仙（36句）形式もある。和歌の強い影響の下に成立し、後に俳諧の連歌や発句（俳句）がここから派生している。
対して、中国の聯句の形式を日本の詩歌に応用して成立した多人数によって定数歌を詠む詠歌方法の一種との説もある。

## 概要

### 形態
連歌は、和歌における韻律（五七五と七七の音節）を基盤として、複数の作者が連作する詩形式であると定義することができる。後述する狭義の連歌と紛らわしいため、このような連歌文芸を総称して「付合（つけあい）文芸」と呼ぶこともある。
歴史的には、和歌の上の句（五七五）と下の句（七七）をそれぞれ別人が詠むという遊戯的な試みが連歌の起源であった。およそ院政期頃までに流行したこのような形式を「短連歌」と呼ぶ。
これに対して、平安時代末期から鎌倉時代にかけて連歌は盛行を見、分量の拡大がはかられることになった。五七五に七七を付けて完結するのみではなく、七七にさらに五七五、七七、五七五……と次の句を付けて展開し、おおよそ百句をもって一作品とすることが一般的となる。このような長大な形式の連歌を「長連歌」（初期には「鎖連歌」とも）と呼ぶ。
長連歌のもっとも基本的な形式は上記のように百句を一作品とするもので、これを「百韻」と呼ぶ。室町時代ごろには、ここからさらに形式の拡大がはかられ、百韻を十作品あつめた「千句」場合によっては千句を十作品あつめた「万句」といった形式もあらわれるようになる。他方で、室町時代中期から江戸時代にかけては、より緊密な作品づくりを目指して形式の縮小・省略も行われるようになり、「世吉」（四十四句）、「歌仙」（三十六句）、「半歌仙」（十八句）などの形式があらわれた。
またこれら省略形式とは別に『菟玖波集』『新撰菟玖波集』などの準勅撰集では、個人の作品を記録にとどめようとする見地から、前句とそれに対する付句のみを抽出する「付合」のかたちがとられ、さらには百韻・世吉などの第一句のみを単独で観賞する発句という形式も起こった。
以上は一作品の分量による連歌の区分であるが、このほか、連歌の発生期から存在した特殊な形式として和漢聯句がある。これは通常の連歌に五言の漢詩形式の句を交えたもので、後には漢句のみならず和句にも押韻するという派生的な形態もあらわれるようになった（漢和聯句）。
さらに、素材・内容・用語などの面から、連歌は通常の連歌（狭義の連歌）と俳諧の連歌に区分される。そもそも連歌という文学形式そのものが、和歌に準じつつも、卑俗な内容や滑稽を含むものであったが、時代が下るにつれて、きわめて和歌に近い素材・用語・発想に拠るようになった。これに対して山崎宗鑑らによって大成された「俳諧の連歌」は、連歌の形式を生かしつつ俗語や漢語、またつよい卑俗、滑稽の情を盛りこんだもので、近世以降はこの形式が本来の連歌と並存するようになる。俳諧の連歌から、さらに発句（俳諧の連歌の発句、俳諧の発句）のみを独立させることで明治時代に成立したのが俳句である。

### 付合
連歌を理解する上でもっとも重要な概念は付合（つけあい）である。
連歌は原則として複数の作者による連作によって展開する。具体的には、作者Bがbの句を詠む際に、作品としての一体感を保つために、直前に詠まれた句（前句と呼ぶ。仮にaとする）の内容を参看し、その情景や情趣、句境を踏まえて句を作る。前句aはもとよりB以外の作者（Aとする）の作品ではあるが、Bはaの立場に立って、そのポエジーを推測し、受け継がなければならない。また、場合によっては、次句を詠む予定である作者Cに対して、次の句がつけやすいように前句の作者Aが配慮することを求められる場合もある。すなわちBはbという句の作者ではあるが、bという句に対して十全にみずからの個性を発揮するのではなく、前句aや次句の作者Cに配慮しつつ、前後の流れに合致するように作品を作らなければならない。
ただし、一体感とともに連歌で重視されるのは、展開であり、変化である。すなわち前句aに対してbの句があまりに調和しすぎている場合には、作品全体が平板で変化のないものに陥ってしまう危険性が生ずる。連歌は多人数が製作に参加することで、句に盛られるポエジーが次々に変化し、移調してゆくことを狙いとする文芸であるから、過度に前句と調和しすぎた句を詠むことは、その本質から言って好ましくないのである。そこで、作者Bは前句aに対して、適度に調和を保ちつつも、同時に新たな要素を詠み込んで展開をはかることが求められる。連歌作者における個性はこのような局面において発揮されるべきものなのである。作者Bがbの句において、前句aからの変化をはかる際には、「前句（a）の読み替え」という手法がとられる。連歌では一句がたいへんに短いために勢いその内容には省略や飛躍が多く、多義的な読解を可能にすることが多い。これを利用して、aの句がその前の句（bの前々句。打越と呼ぶ）と一体になって示される句意とはややずれた、しかしa一句の句意としては包摂しうる、新たな句意をaが持ちうるようにbの句を詠む。
句の展開の上でさらに注意しなくてはならないことは、たとえば作者Cがbの句の次に句を詠む場合、その句cが二句前に詠まれたaの句と内容的に重複しないようにするという点である。ある句に対して二句前にある句を打越と呼ぶが、打越aにすでに存在する情景や情趣、素材、表現をそのまま用いてcが詠まれた場合、cに対して次に詠まれるd句はb句と似た内容になりがちである。すなわち「a→b」という展開が「c→d」というかたちで反復される可能性が高くなるわけだが、これは連歌の展開、変化という原則に反し、作品を平板なものにしかねない。そこで、新たに句を詠む場合には、打越に存在する要素を避けることがもっとも基本的なルールとなる。さらにはこのルールが拡大され、特定の語の場合には、そのイメージがきわめて強いために、三句前のみならず、四句前、五句前……であっても回避しなくてはならないという「×句を隔つべき物」という式目が形成されてゆく。
以上が「付ける」あるいは「付合」の概念であり、その技法は連歌の史的展開とともにさまざまに変化・発達していったが、狭義の連歌においてはもっぱら語の寄合による付合が行われた。寄合とは、ある語に対して縁のある語（付合となりうる語）であるとひろく認められたものを指し、連歌の盛行したころにはしばしば寄合をまとめた寄合書がつくられた。

## 歴史

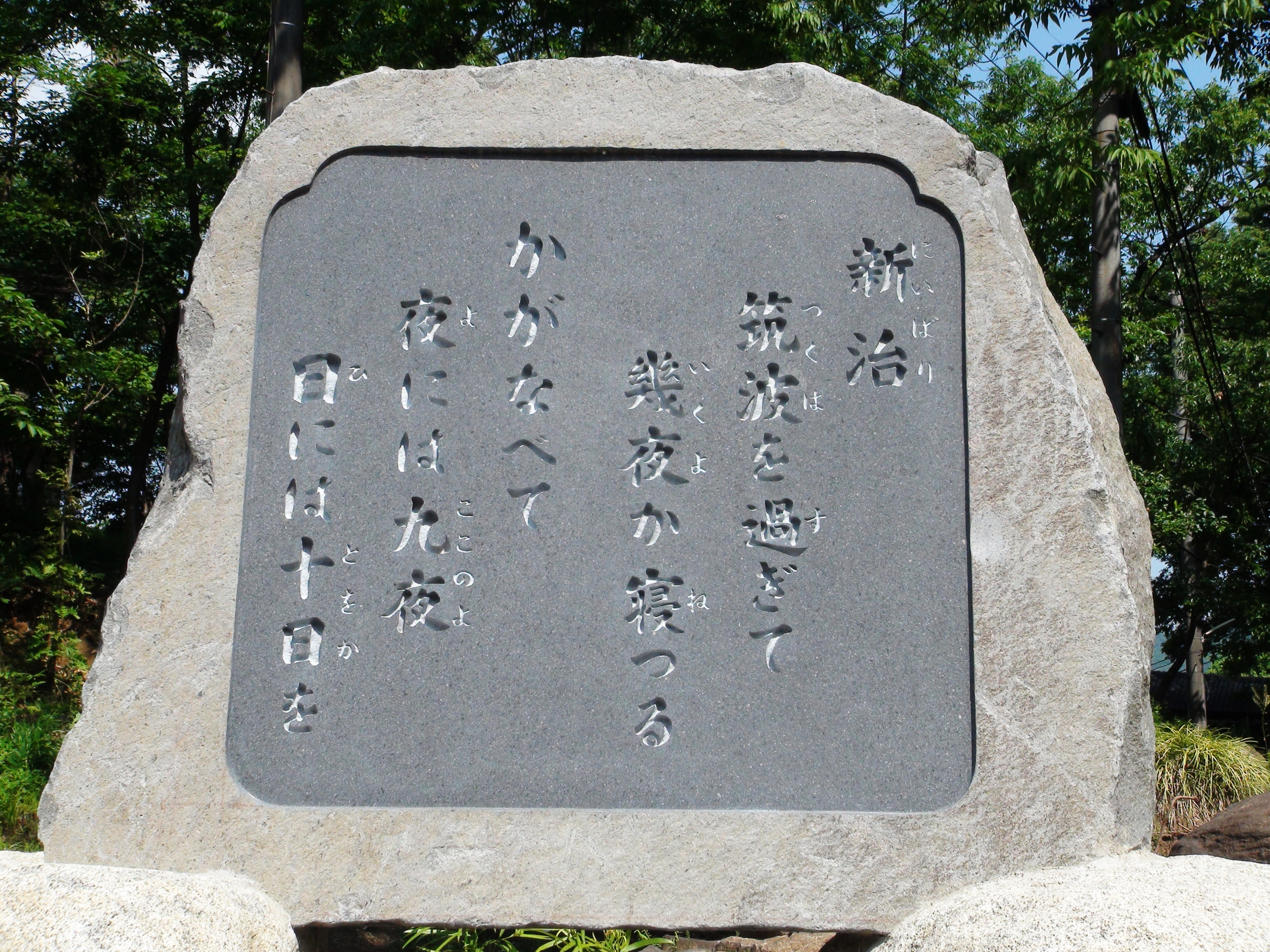
甲府市酒折宮の境内にある、倭建命（やまとたけるのみこと）と御火焼翁（みひたきのおきな）との唱和問答歌碑

神話に『古事記』にある甲斐国酒折（山梨県甲府市）において、倭建命（やまとたけるのみこと）と御火焼翁（みひたきのおきな）との筑波山を詠みこんだ唱和問答歌がある。これを文学上では認定されていないが、連歌にあてはめ「筑波（つくば）の道」とも称される。
だが、歴史上では短連歌の相当句による唱和形式では『万葉集』8巻、81639番の尼と大伴家持の唱和が文献上の初出である。
中世の鎌倉時代から100句を基準とする長連歌の形式が整えられ、南北朝時代を経て室町時代が最盛期とされる。連歌は能楽と並び室町文化を代表する遊戯の1つとされる。室町時代には二条良基、宗祇、心敬などの連歌師が出現し、貴族の邸宅や有力寺社などで連歌会が催された。この時期、良基らによって『菟玖波集』が撰集されている。室町時代中期には後に宗祇の『竹林抄』において「連歌七賢」（宗砌 、宗伊、心敬、行助、専順、智蘊、能阿弥）と称された優れた連歌師が現れた。応仁の乱で京都の文化が地方伝播すると、連歌も畿内だけでなく、日本各地で行われるようになる。周防の大名大内政弘の発願により、宗祇らにより『新撰菟玖波集』が編まれた。
集団制作による詩形である連歌は講と結びついて発展した。特に鎌倉時代後期から天神信仰と結びついた。連歌を目的とする天神講を特に天神講連歌会と呼ぶ。講を結び、図像をかかげて天神供養を行い、もって連歌を手向けとするものである。こうした連歌会は大和国を中心に発達し、室町時代を通じて畿内から各地へ伝播していった。天神講連歌会記録としては大和国の奈良県宇陀市の染田天神連歌文書などが伝来する。戦国時代には、西宮神社ではえびす講と結びついて門前寺院の円福寺、西蓮寺、東禅坊の関係者を講衆とする千句講が実施され、天文9年（1540年）6月9日には、三好長慶が千句講用の千句田二段を寺院に寄進していた。
戦国時代から近世にかけても連歌は必須の教養とされた。戦国時代には里村紹巴が出て、連歌書を多く著すとともに、諸大名と交際し、教養としての連歌の地位を新興の大名のうちにも確立させた。里村家は後に徳川宗家に仕え、将軍の指南役として連歌界を指導した。一方戦国末期には、荒木田守武、山崎宗鑑などにより俳諧連歌が始まる。これは伝統的な宮廷文化の枠組みの中にあった連歌の題材を、広く世相に求め、伝統的な詩形や題材と卑近なものの組みあわせのうちにおかしみを見出そうとする試みである。『犬筑波集』などがある。江戸時代には俳諧連歌が隆盛となり、上方から井原西鶴、松尾芭蕉らを輩出したが、連歌自体は廃れた。俳諧連歌もまた江戸後期に至り月並流といわれる形式を重視したものに変化し、明治になり正岡子規の俳諧から俳句への革新によっていったんは廃れた。
第二次世界大戦ののちは、大岡信など現代詩詩人のなかから連歌の集団制作性に注目し、伝統的な枠にあまり囚われない集団詩としての連歌を実践する試みがある一方、伝統詩形としての連歌に再び回帰する動きもある。前者は Renga として日本語以外の言語でも実践を行っている。後者は深川芭蕉庵の連歌会などを催し、伝統的な宗匠 と連衆による連歌句作を行っている。また両者の傾向とも、インターネットによる実践を行う試みが各所で行われている。ただし、このような復興の動きがある反面、連歌を行う人口や結社の数は、俳句に比べれば僅少といえる状態にとどまっている。

## 史上著名な連歌師
- 善阿（生没年不詳）
- 救済（1283年? - 1376年?）
- 周阿（? - 1377年?）
- 二条良基（1320年 - 1388年）
- 朝山梵灯庵（1349年 - 1417年?）
- 能阿弥（1397年 - 1471年）
- 高山宗砌（? - 1455年）
- 心敬（1406年 - 1475年）
- 専順（1411年 - 1476年）
- 蜷川智蘊（? - 1448年）
- 宗祇（1421年 - 1502年）
- 牡丹花肖柏（1443年 - 1527年）

- 宗長（1448年 - 1532年）
- 猪苗代兼載（1452年 - 1510年）
- 三条西実隆（1455年 - 1537年）
- 宗碩（1474年 - 1533年）
- 谷宗牧（? - 1545年）
- 谷宗養（1526年 - 1563年）
- 山崎宗鑑（1465年? - 1553年?）
- 荒木田守武（1473年 - 1549年）
- 里村紹巴（1525年 - 1602年）
- 木食応其（1536年 - 1608年）
- 松永貞徳（1571年 - 1654年）
- 西山宗因（1605年 - 1682年）
- 北村季吟（1625年 - 1705年）

## 探題と続歌
連歌とは詠歌方法が異なるが複数人で歌を詠む形式などが共通する詠歌方法に探題、続歌がある。
探題と続歌はほぼ同義で用いられているが、探題とは歌人がくじ引きで引いた歌題を詠むもので、もとは探題で詠まれたものをまとめたものを続歌と呼んでいたと考えられている。また、探題では当座で詠むことが必須条件であったが、続歌では兼題で出されてもよいものとなり定数歌の形式として定着した。
探題歌会と連歌会には当座性や遊戯性など共通する性質がある。

## 関連文献
- 山田孝雄『連歌概説』 岩波書店、1937
- 伊地知鉄男『連歌の世界』 吉川弘文館、1967